# Tuvaluischer Dollar
Der Tuvaluische Dollar (englisch Tuvaluan dollar) ist die Währung von Tuvalu. Von den Jahren 1966 bis 1976 war in Tuvalu der Australische Dollar das einzige Zahlungsmittel. 1976 begann Tuvalu seine eigenen Münzen zu prägen. Die Stückelungen sind 1 Cent (¢), 2 ¢, 5 ¢, 10 ¢, 20 ¢, 50 ¢ und 1 $. Tuvalu emittiert keine eigenen Banknoten; es werden die australischen Dollarnoten genutzt, da auch der Australische Dollar gesetzliches Zahlungsmittel auf Tuvalu ist.
Herausgebende und einzige Bank des Inselstaates ist die Nationalbank von Tuvalu.

## Münzen
Seit 1994 werden keine tuvaluischen Münzen mehr geprägt.
| Wert | Durchmesser | Material     | 1976–1994     | 1976–1994               |
| Wert | Durchmesser | Material     | Avers         | Revers                  |
| ---- | ----------- | ------------ | ------------- | ----------------------- |
| 1 ¢  | 17,5 mm     | Bronze       | Elisabeth II. | Gemeine Spinnenschnecke |
| 2 ¢  | 21,6 mm     | Bronze       | Elisabeth II. | Stechrochen             |
| 5 ¢  | 19,4 mm     | Kupfernickel | Elisabeth II. | Tigerhai                |
| 10 ¢ | 23,5 mm     | Kupfernickel | Elisabeth II. | Rotäugige Riffkrabbe    |
| 20 ¢ | 28,45 mm    | Kupfernickel | Elisabeth II. | Fliegender Fisch        |
| 50 ¢ | 31,65 mm    | Kupfernickel | Elisabeth II. | Krake                   |
| 1 $  | 33 mm       | Kupfernickel | Elisabeth II. | Meeresschildkröte       |